# Покращений реактор із газовим охолодженням

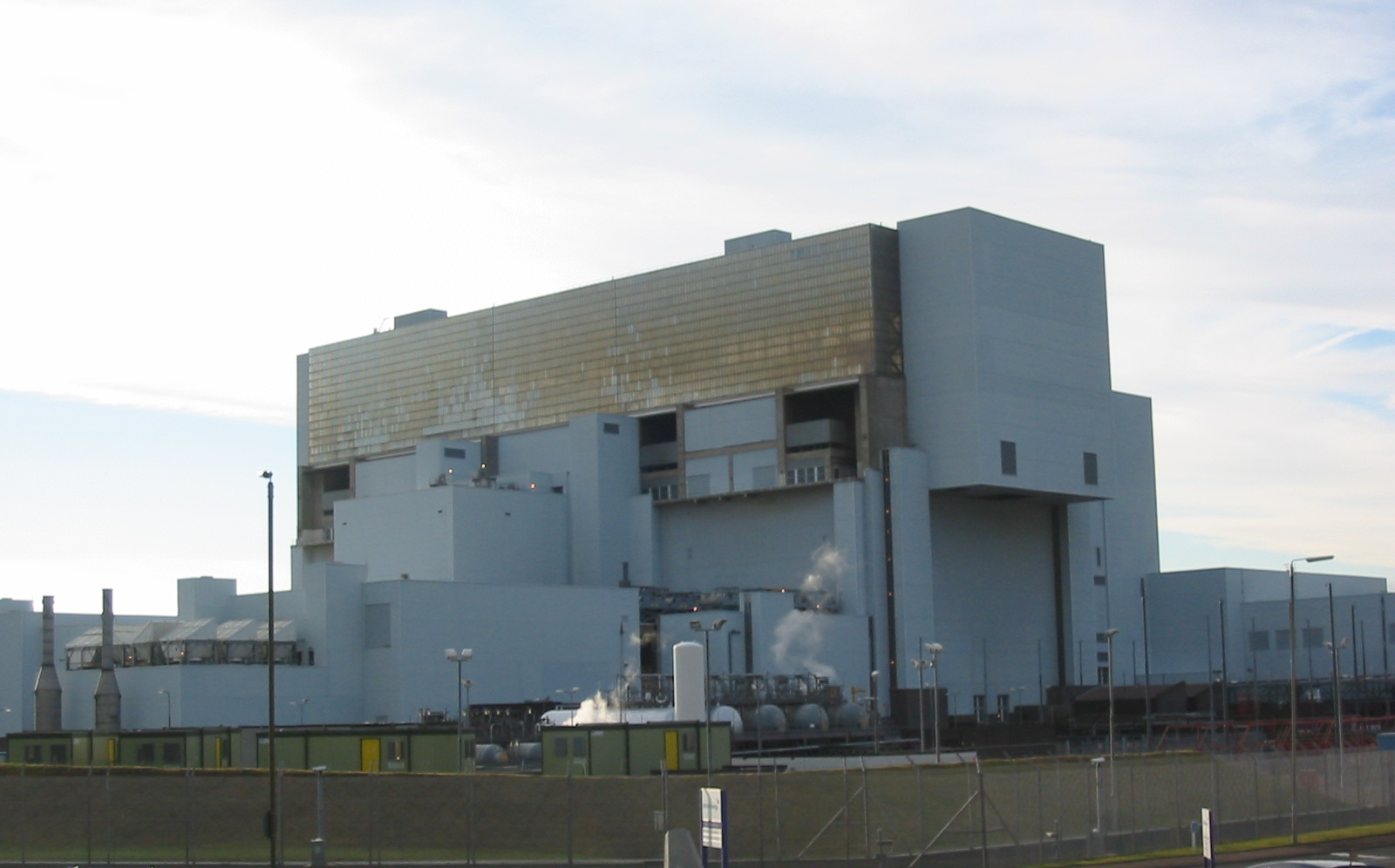
Атомна станція AGR в АЕС Торнес

Покращений реактор з газовим охолодженням або (англ. Advanced gas-cooled reactor (AGR)) це тип ядерного реактора, розробленого та побудованого в Англії. Це друге покоління британських ядерних реакторів з газовим охолодженням, з використанням графіту як сповільнювача нейтронів та вуглекислого газу як теплоносія. AGR був розроблений на основі реакторів типу Magnox.
AGR зберіг графітовий сповільнювач Magnox і теплоносій CO2, але збільшив свою робочу температуру, щоб підвищити ефективність при перетворенні на пару. Пара, яку він виробляв, була навмисно ідентичною тій, що утворювалася на вугільних ТЕЦ, дозволяючи використовувати ті ж турбіни та обладнання для генерації. На початкових етапах проектування системи конструктори були змушені змінити берилій, що застосовується як захисна оболонка для уранових тепловиділяючих елементів, на нержавіючу сталь. Сталь має більш високий переріз ядерної реакції, і ця зміна спричинила зміну палива з природного урану на збагачене уранове паливо для підтримки критичності. У рамках цієї зміни новий проект мав більш високий рівень вигоряння 18 000 МВт/добу. на тонну палива, вимагаючи найменш частих заправок.
Перший прототип AGR був запущений в 1963, але перший комерційний тільки в 1976. Загалом 14 реакторів були побудовані на шести об'єктах з 1976 по 1988 роки. Всі вони налаштовані з двома реакторами в одному будинку. Кожен реактор має розрахункову теплову потужність 1500 МВт, приводячи у рух турбогенератор 660 МВт. Різні станції AGR виробляють на виході в діапазоні від 555 МВт до 670 МВт, деякі з них працюють нижче за проектну потужність через експлуатаційні обмеження. Усі вони використовують паливо Westinghouse.

## Будова
1. Трубки завантаження
2. Керівні стрижні
3. Графітовий сповільнювач
4. Паливні збірки
5. Бетонний корпус і радіаційний захист
6. Газовий насос
7. Вода
8. Водяний насос
9. Теплообмінний
10. Пара

Схематична діаграма Покращеного реактора із газовим охолодженням. Зверніть увагу, що основний розрядник міститься в стелі-відновленому конкретній комбінованій кнопці радіатора і радіаційного захисту.

Порівняння розміру AGR-реактора з іншими

Конструкція AGR така, що пара, отримана під час роботи реактора, така сама, як і традиційних вугільних електростанціях, тому AGR може використовувати такі самі турбогенератори. Середня температура теплоносія на виході з реактора 648 °C. Щоб отримати такі високі температури, але при цьому забезпечити корисний термін служби графіту (графіт окислюється легко CO2 при високій температурі), рециркулюючий потік теплоносія при нижчій температурі на виході з котла в 278 °C використовується для охолодження графіту, гарантуючи, що температура графітового сердечника не дуже відрізняється від температури, що спостерігається на станції Магнокс. Температура та тиск на виході парогенератора становили 170 бар та 543 °C.
Як паливо використовуються гранули діоксиду урану, збагаченого до 2,5-3,5%, у ТВЕЛах з нержавіючої сталі. Початковою концепцією AGR було використання покриття на основі берилію. Коли це виявилося непридатним через його крихкість, рівень збагачення палива був підвищений, щоб компенсувати високий рівень втрат нейтронів в оболонці з нержавіючої сталі. Це значно збільшило вартість електроенергії AGR. Теплоносій циркулює через сердечник, досягаючи 640 °C (1,184 °F) і тиску близько 40 бар, а потім проходить через вузли бойлера (парогенератора) поза активною зоною, але все ще знаходиться всередині сталевого балона, посудини високого тиску. Керуючі стрижні проникають у графітовий сповільнювач, а вторинна система включає впорскування азоту в теплоносій для зниження температури в реакторі. Система третинної зупинки, яка працює шляхом впорскування борних кульок в реактор, включається у разі скидання тиску в реакторі при недостатньому опусканні керуючих стрижнів. Це означало б, що тиск азоту не можна підтримувати

AGR був спроектований так, щоб мати високий ккд — близько 41%, що краще, ніж водо-водяні реактори, які мають типовий термічний ККД 34%. Це пов'язано з вищою температурою виходу теплоносія близько 640 °C (1,184 °F), типовою для газового теплоносія порівняно з приблизно 325 °C (617 °F) для PWR. Однак активна зона реактора має бути більшою за однакової вихідної потужності, а коефіцієнт вигоряння палива при вивільненні нижче, тому паливо використовується менш ефективно, що є платою за високий ККД.

## Характеристики AGR
Можуть і відрізнятимуться від реальних, з технічної документації:
| Характеристика                                   | Дандженесс B | Хартлпул  | Торнес    |
| ------------------------------------------------ | ------------ | --------- | --------- |
| Теплова потужність реактора, МВт                 | 1496         | 1500      | 1623      |
| Електрична потужність блоку, МВт                 | 660          | 660       | 660       |
| ККД блоку, %                                     | 41.6         | 41,1      | 40,7      |
| Кількість паливних каналів у реакторі            | 408          | 324       | 332       |
| Діаметр активної зони                            | 9,5 м        | 9,3 м     | 9,5 м     |
| Висота активної зони                             | 8,3 м        | 8,2 м     | 8,3 м     |
| Середній тиск газу                               | 32 бар       | 41 бар    | 41 бар    |
| Середня температура вхідного газу °C             | 320          | 286       | 339       |
| Середня температура вихідного °C                 | 675          | 648       | 639       |
| Загальна подача газу                             | 3378 кг/с    | 3623 кг/с | 4067 кг/с |
| Використовуване паливо                           | UO2          | UO2       | UO2       |
| Вага урану в тоннах                              | 152          | 129       | 123       |
| Внутрішній діаметр балона (судин) високого тиску | 20 м         | 13,1 м    | 20,3 м    |
| Висота балону                                    | 17,7 м       | 18,3 м    | 21,9 м    |
| Кількість газових нагнітачів                     | 4            | 8         | 8         |
| Турбін високого тиску                            | 1            | 1         | 1         |
| Турбін середнього тиску                          | 2            | 2         | 2         |
| Турбін низького тиску                            | 6            | 6         | 4         |
| Число підігрівачів води                          | 4            | 4         | 4         |

## Історія

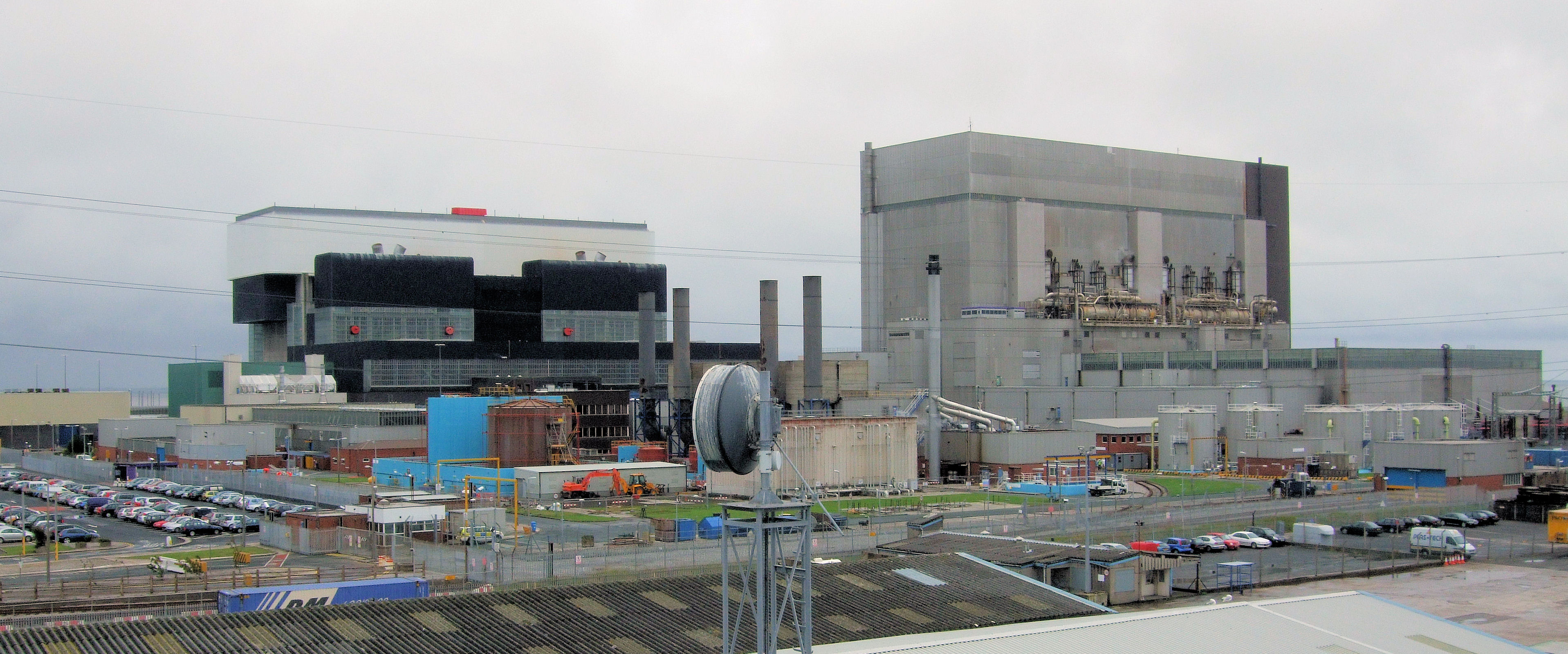
Дві атомні станції з 4 реакторами у Хейшем

Існували великі надії на конструкцію AGR. Незабаром було розгорнуто амбітну програму будівництва п'яти двох-реакторних станцій, Дандженесс B, Хінклі-Пойнт B, Гантерстон B, Хартлпул і Хейшем, і також передбачалися замовлення будівництва в інших країнах. Однак конструкція AGR виявилася надто складною для будівництва поза країною та складною для будівництва на місці. Проблеми з працівниками і профспілками, що почалися на той час, ускладнювали ситуацію. Провідна станція Дандженесс B була замовлена у 1965 році із заданою датою завершення 1970 року. Після проблем із майже кожним аспектом конструкції реактора вона нарешті почала виробляти електрику у 1983 році, запізнившись на 13 років. Наступні конструкції реактора на Хінклі-Пойнт В і Хантерстон В були значно покращені від оригінальної конструкції і були введені в експлуатацію раніше ніж Дандженесс. Наступний проект AGR у Хейшем та Хартлпул прагнув знизити загальну вартість проектування за рахунок скорочення площі станції та кількості допоміжних систем. Останні два AGR у Торнес і Хейшем 2 повернулися до модифікованого дизайну Хінклі-Пойнт B і зарекомендували себе як найуспішніші. Колишній радник з економічних питань Девід Хендерсон, описав програму AGR як одну з двох найдорожчих помилок, пов'язаних із фінансуванням урядом Великої Британії, поряд із Конкордом.
Коли уряд почав приватизувати електроенергетичну галузь у 1980-х роках, аналіз витрат для потенційних інвесторів показав, що реальні експлуатаційні витрати були занижені багато років. Витрати виведення з експлуатації особливо недооцінені. Ці невизначеності призвели до того, що атомні станції були виключені із приватизації на той час. 

## AGR реактори Великої Британії
| Назва          | Енергоблоки | Потужність МВт (Брутто) | Початок будівництва | Пуск | Закриття |
| -------------- | ----------- | ----------------------- | ------------------- | ---- | -------- |
| Дандженесс     | В 1         | 615                     | 1965                | 1983 | 2028     |
| Дандженесс     | В 2         | 615                     | 1965                | 1985 | 2028     |
| Торнес         | 1           | 682                     | 1980                | 1988 | 2030     |
| Торнес         | 2           | 682                     | 1980                | 1989 | 2030     |
| Віндскейл      | 1           | 36                      | 1958                | 1963 | 1981     |
| Гантерстон B   | B1          | 644                     | 1967                | 1976 | 2023     |
| Гантерстон B   | B2          | 644                     | 1967                | 1977 | 2023     |
| Хартлпул       | 1           | 655                     | 1968                | 1984 | 2024     |
| Хартлпул       | 2           | 655                     | 1968                | 1983 | 2024     |
| Хейшем         | А1          | 625                     | 1970                | 1983 | 2024     |
| Хейшем         | А2          | 625                     | 1970                | 1984 | 2024     |
| Хейшем         | В 1         | 680                     | 1980                | 1988 | 2030     |
| Хейшем         | В 2         | 680                     | 1980                | 1988 | 2030     |
| Хінклі-Пойнт B | В 1         | 655                     | 1967                | 1976 | 2023     |
| Хінклі-Пойнт B | В 2         | 655                     | 1967                | 1976 | 2023     |